# Massimo di Torino
San Massimo di Torino (IV secolo – 420 circa) è stato un vescovo romano conosciuto anche come Massimo I, è considerato il primo vescovo di Torino di cui si conosca il nome ed è venerato come santo dalla Chiesa cattolica e dalla Chiesa ortodossa.

## Biografia
Di lui si hanno scarsissime notizie. Nato sicuramente nel IV secolo in un'imprecisata provincia settentrionale italiana dell'impero romano, viene storicamente considerato il fondatore della Archidiocesis Taurinensis. Già discepolo di sant'Eusebio di Vercelli e di sant'Ambrogio da Milano, guidò la diocesi della allora Julia Augusta Taurinorum tra il 390 e il 420, nel difficile periodo delle invasioni barbariche.
Il suo impegno si concentrò prevalentemente sulla lotta contro la pratica della simonìa e del paganesimo. A tal proposito è ricordato per aver fatto erigere, probabilmente sui resti di un precedente tempio pagano, una piccola chiesa dedicata a Sant'Andrea dai cui resti, nel XII secolo, sorse la celebre chiesa della Consolata.
Massimo divenne inoltre conosciuto per i suoi numerosi sermoni, oggi raggruppati in un'edizione critica curata da A. Mutzenbecher. 
Nelle sue omelìe, tra l'altro, accennò sovente ai primi martiri di Torino, i santi Avventore, Ottavio e Solutore le cui reliquie sono conservate a Torino. 
La data della morte è incerta: viene fissata intorno al 420. Secondo la cronotassi dell'Arcidiocesi di Torino il suo successore fu il vescovo Massimo II.

## Culto
Alcune sue reliquie sono conservate nella basilica di San Massimo a Collegno, alle porte di Torino, una delle più antiche chiese cristiane del Piemonte che, molto probabilmente, fu sede vescovile dello stesso Massimo. Per lungo tempo si è creduto che la chiesa ospitasse anche la tomba del protovescovo ma ripetuti scavi archeologici effettuati nel XIX secolo hanno smentito questa ipotesi. Sempre nel XIX secolo la municipalità di Torino gli intitolò una via del centro storico e l'arcidiocesi gli dedicò una chiesa, in essa ubicata e consacrata nel 1853.
La memoria liturgica a lui dedicata è fissata al 25 giugno. 
A lui è dedicata la chiesa ortodossa di San Massimo, ai piedi della collina torinese.